# Montegiorgio
Montegiorgio là một đô thị tại tỉnh Ascoli Piceno ở vùng Marche, cách khoảng 70 km về phía nam của Ancona và khoảng 80 km về phía bắc của Ascoli Piceno. Đến thời điểm ngày 31 tháng 12 năm 2004, đô thị này có dân số là 6.648 người và diện tích là 47,4 km².
Montegiorgio giáp các đô thị: Belmonte Piceno, Falerone, Fermo, Francavilla d'Ete, Magliano di Tenna, Massa Fermana, Montappone, Monte San Pietrangeli, Monte Vidon Corrado, Rapagnano.